# Florian Krage

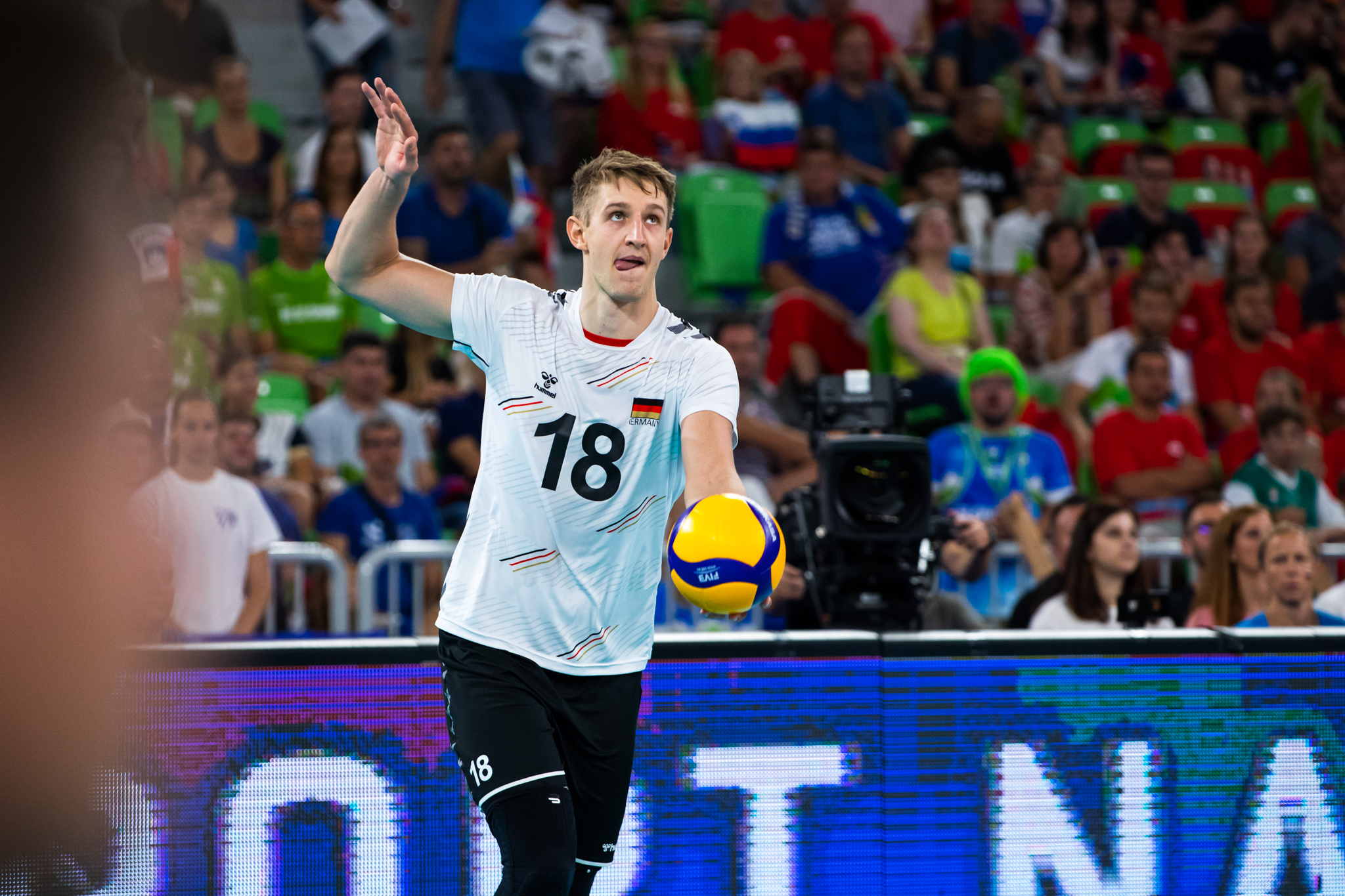
Florian Krage podczas wykonywania zagrywki na Mistrzostwach Świata 2022

Florian Krage (ur. 11 stycznia 1997 w Pinnebergu) – niemiecki siatkarz, reprezentant kraju, grający na pozycji środkowego.
Zaczął trenować siatkówkę w wieku 13 lat. Swoją karierę siatkarską zaczynał w rodzimej drużynie VfL Pinneberg. W latach 2016–2021 grał w zespole SVG Lüneburg. Pierwszym klubem zagranicznym w jego karierze był Cuprum Lubin, w którym grał w latach 2021-2023. Od sezonu 2023/2024 jest zawodnikiem francuskiego klubu Spacer's de Toulouse.
Ma wyższe wykształcenie w zakresie inżynierii przemysłowej. Jego mama jest Francuską.

## Kariera klubowa
| Kariera juniorska | Kariera juniorska        | Kariera juniorska | Kariera juniorska | Kariera juniorska | Kariera juniorska | Kariera juniorska | Kariera juniorska | Kariera juniorska | Kariera juniorska | Kariera juniorska |
| ----------------- | ------------------------ | ----------------- | ----------------- | ----------------- | ----------------- | ----------------- | ----------------- | ----------------- | ----------------- | ----------------- |
| Lata              | Klub                     |                   |                   |                   |                   |                   |                   |                   |                   |                   |
| 2010–2016         | VfL Pinneberg            |                   |                   |                   |                   |                   |                   |                   |                   |                   |
| Kariera seniorska |                          |                   |                   |                   |                   |                   |                   |                   |                   |                   |
| Lata              | Klub                     |                   |                   |                   |                   |                   |                   |                   |                   |                   |
| 2016–2021         | SVG Lüneburg             |                   |                   |                   |                   |                   |                   |                   |                   |                   |
| 2021–2023         | Cuprum Lubin             |                   |                   |                   |                   |                   |                   |                   |                   |                   |
| 2023–2024         | Spacer's de Toulouse     |                   |                   |                   |                   |                   |                   |                   |                   |                   |
| 2024–             | Berlin Recycling Volleys |                   |                   |                   |                   |                   |                   |                   |                   |                   |

## Sukcesy klubowe
Superpuchar Niemiec:
- 2024[6]

Puchar Niemiec:
- 2025[7]

Mistrzostwo Niemiec:
- 2025[8]